# Sima del Cosí
La sima del Cosí (Benejama, Alicante, España), ubicada en la sierra de la Fontanella (al pie de la Peña de la Blasca) es una sima kárstica de 6 m de profundidad.
Al exterior se abre una boca de 3 m que da acceso al pozo, desde donde se accede a un recorrido de 90 metros con salas y gateras.